# Sinoseris
 Sinoseris  N.Kilian, Ze H.Wang & H.Peng, 2020  è un genere di piante angiosperme dicotiledoni della famiglia delle Asteraceae.

## Etimologia
Il nome del genere è composto da due parole: dal latino "Sina" (= Cina) e dal greco "seris" (= insalata).
Il nome scientifico del genere è stato definito dai botanici Norbert Kilian (1957-), Ze Huan Wang e Hua Peng (1960-)  nella pubblicazione " Willdenowia. Mitteilungen aus dem Botanischen Garten und Museum Berlin-Dahlem. Berlin-Dahlem" ( Willdenowia 50(1): 99) del 2020.

## Descrizione
Habitus. Le specie di questo gruppo sono piante annuali, a fioritura tardiva (settembre - novembre), non molto alte e con abbondante latice amaro. L'indumento in genere è ispido.
Fusto. Gli scapi fiorali sono cavi e afilli; possono originare direttamente dal rizoma. In alcuni casi i fusti sono ramificati e frondosi. Le radici in genere sono di tipo fittonante.
Foglie. Le foglie formano delle rosette radicali con lamine intere o dentate oppure roncinato-pennatofide; sono inoltre distintamente picciolate. Le foglie lungo il caule sono disposte in modo alterno e spesso sono abbraccianti il caule stesso.
Infiorescenza. L'infiorescenza è composta da uno o più capolini all'ascella delle foglie cauline in formazioni panicolate o spiciformi. I capolini, nutanti e solamente di tipo ligulifloro, sono formati da un involucro composto da diverse brattee (o squame) all'interno delle quali un ricettacolo fa da base ai fiori ligulati. L'involucro ha una forma da campanulata a oblunga ed è formato da una-due serie di brattee. Solitamente le due serie di brattee non sono uguali: la serie interna è eretta, mentre quella esterna è poco appariscente. Il ricettacolo è piano e nudo (senza pagliette a protezione della base dei fiori).
Fiori. I fiori, (da 3 a 12 per capolino) tutti ligulati, sono tetra-ciclici (ossia sono presenti 4 verticilli: calice – corolla – androceo – gineceo) e pentameri (ogni verticillo ha in genere 5 elementi). I fiori sono ermafroditi, fertili e zigomorfi.
- Formula fiorale:

*/x K {\displaystyle \infty }, [C (5), A (5)], G 2 (infero), achenio
- Calice: i sepali del calice sono ridotti ad una coroncina di squame.
- Corolla: le corolle sono formate da una ligula terminante con 5 denti; il colore in genere è giallo; la superficie può essere sia pubescente che glabra.
- Androceo: gli stami sono 5 con filamenti liberi e distinti, mentre le antere sono saldate in un manicotto (o tubo) circondante lo stilo.[12] Le antere alla base sono prive di codette. Il polline è tricolporato ed echinolophato.[13]
- Gineceo: lo stilo è filiforme. Gli stigmi dello stilo sono due divergenti e ricurvi con la superficie stigmatica posizionata internamente (vicino alla base).[14] L'ovario è infero uniloculare formato da 2 carpelli. Il colore degli stili varia da grigiastro a nerastro.

Frutti. I frutti sono degli acheni con pappo. Gli acheni, rostrati (con becco) e costati (5 nervature principali alternate ad alcune secondarie), sono glabri ed hanno delle forme da rotonde a fusiformi o obovoidi (raramente sono compressi); la superficie può essere trasversalmente tubercolata. Il pappo, colorato da bianco sporco a marrone chiaro, è setoloso (setole scabre/barbate) o anche nullo.

## Biologia
- Impollinazione: l'impollinazione avviene tramite insetti (impollinazione entomogama tramite farfalle diurne e notturne).
- Riproduzione: la fecondazione avviene fondamentalmente tramite l'impollinazione dei fiori (vedi sopra).
- Dispersione: i semi (gli acheni) cadendo a terra sono successivamente dispersi soprattutto da insetti tipo formiche (disseminazione mirmecoria). In questo tipo di piante avviene anche un altro tipo di dispersione: zoocoria. Infatti gli uncini delle brattee dell'involucro si agganciano ai peli degli animali di passaggio disperdendo così anche su lunghe distanze i semi della pianta.

## Distribuzione e habitat
Le specie di questo genere si trovano nella Cina (è endemico della Cina meridionale-centrale). Gli habitat sono quelli rocciosi e aperti degli altopiani subtropicali (caldo - temperati).

## Tassonomia
La famiglia di appartenenza di questa voce (Asteraceae o Compositae, nomen conservandum) probabilmente originaria del Sud America, è la più numerosa del mondo vegetale, comprende oltre 23.000 specie distribuite su 1.535 generi, oppure 22.750 specie e 1.530 generi secondo altre fonti (una delle checklist più aggiornata elenca fino a 1.679 generi). La famiglia attualmente (2021) è divisa in 16 sottofamiglie.

### Filogenesi
Il genere di questa voce appartiene alla sottotribù Crepidinae della tribù Cichorieae (unica tribù della sottofamiglia Cichorioideae). In base ai dati filogenetici la sottofamiglia Cichorioideae è il terz'ultimo gruppo che si è separato dal nucleo delle Asteraceae (gli ultimi due sono Corymbioideae e Asteroideae). La sottotribù Crepidinae fa parte del "quarto" clade della tribù; in questo clade è in posizione "centrale" vicina alle sottotribù Chondrillinae e Hypochaeridinae.
I caratteri più distintivi per questa sottotribù (e quindi per i suoi generi) sono:
- in queste piante non sono presenti i peli piccoli, morbidi e ramificati;
- le brattee involucrali sono disposte in due serie ineguali;
- i capolini contengono molti fiori;
- le setole del pappo non sono fragili;
- gli acheni alla base sono poco compressi.

La sottotribù è divisa in due gruppi principali uno a predominanza asiatica e l'altro di origine mediterranea/euroasiatica. Da un punto di vista filogenetico, all'interno della sottotribù, sono stati individuati 5 subcladi. Il genere di questa voce appartiene al subclade denominato " Dubyaea-Nabalus-Soroseris-Syncalathium  clade". Questo subclade, nell'ambito della sottotribù, occupa il "core" della sottotribù ed è inserito in una politomia formata dai subcladi Ixeris-Ixeridium-Taraxacum e Garhadiolus-Heteracia. Il clade, che comprende nove generi: Dubyaea, Hololeion, Nabalus, Syncalathium, Sinoseris, Sonchella, Soroseris, Mojiangia e Spiroseris è fondamentalmente asiatico.
Nel clade  Dubyaea-Nabalus-Soroseris-Syncalathium il genere Sinoseris si trova nel "core" in posizione politomica tra il genere Syncalathium e Nabalus (forse con quest'ultimo forma un gruppo fratello). [La precedente configurazione filogenetica è basata sull'analisi di alcune particolari regioni (nrITS) del DNA; analisi su altre regioni (DNA del plastidio) possono dare dei risultati lievemente diversi.]
I caratteri distintivi per le specie del genere di questa voce sono:
- le specie sono un endemismo della Cina centrale-meridionale;
- il ciclo biologico è perenne;
- la lamina fogliare varia da indivisa a pennata;
- gli acheni hanno il becco e almeno 5 coste longitudinali.

In precedenza alcune specie di questo gruppo erano descritte all'interno del genere Lactuca.

### Elenco delle specie
Questo genere ha 3 specie:
- Sinoseris changii Ze H.Wang, N.Kilian & H.Peng
- Sinoseris muliensis  (Y.S.Chen, Lian S.Xu & R.Ke) Ze H.Wang, N.Kilian & H.Peng
- Sinoseris scandens  (C.C.Chang) Ze H.Wang, N.Kilian & H.Peng